# Дубравная (станция метро)
«Дубра́вная» (тат. Дубравная) — 11-я станция Казанского метрополитена, конечная на Центральной линии (южное окончание). Открыта 30 августа 2018 года в составе пятого пускового участка Центральной линии Казанского метрополитена «Проспект Победы — «Дубравная».
Расположена между действующей станцией «Проспект Победы» и перспективной «Ванюшино», под улицей Рихарда Зорге, между её перекрестками с улицами Габишева и Фучика. Обслуживает близлежащие плотные жилые массивы многоэтажной застройки (Горки и жилой комплекс «Экопарк Дубрава»). За станцией находятся оборотные тупики. Пересадочная на будущую вторую линию.

## Предыстория
Первоначально предполагалось, что станция будет сдана к Летней Универсиаде 2013 года вместе с другими станциями четвёртой очереди, однако такой план не был утверждён.
По состоянию на 7 августа 2011 года было завершено рассмотрение проектно-сметной документации по станции «Дубравная», после чего было выдано положительное заключение.

## Строительство
В августе 2012 года начались подготовительные работы: вынос водопровода, канализации, газопровода и прочих сетей на перекрестке ул. Зорге и ул. Фучика. Появились технические данные станции «Дубравная» — ширина 22 м, заложение 17—18 м, тоннель 730 метров.
20 марта 2015 года ТПК «Сююмбике» начала проходку от строящейся станции к станции «Проспект Победы». 26 июня проходка тоннеля была успешно завершена, которая стала восьмой на счету «Сююмбике».
23 декабря 2015 года была начата проходка второго тоннеля.
28 марта 2016 года станция получила официальное название.
15 апреля 2016 года была завершена проходка второго тоннеля.
До 30 августа 2017 года закрывается часть улицы Зорге у дома 70/1 в сторону улицы Фучика для постройки вентиляционного узла метро.
К 20 сентября 2017 года на станции были сооружены монолитные конструкции и сделаны вестибюли, велись работы по отделке и монтажу. Окончание работ по строительству станции намечено на конец 2017 года.
18 апреля 2018 года станцию посетил мэр Казани Ильсур Метшин, потребовав ускорить темп работ.
10 мая 2018 года было открыто техническое (тестовое) движение до станции.

## Открытие
Изначально пуск станции был назначен на 30 августа 2017 года, но в начале августа появилась новость о том, что данная информация была неточной. Гендиректор Казметростроя Марат Рахимов сообщил, что станция будет готова к открытию в конце 2017 года, однако 21 декабря 2017 стало известно, что открытие станции перенесли на 9 мая 2018 года.
Открытие 9 мая было вновь отложено, но 10 мая было запущено тестовое движение до станции.
30 мая Казметрострой объявил, что станция будет открыта ко Дню России — 12 июня, но открытие так и не состоялось.

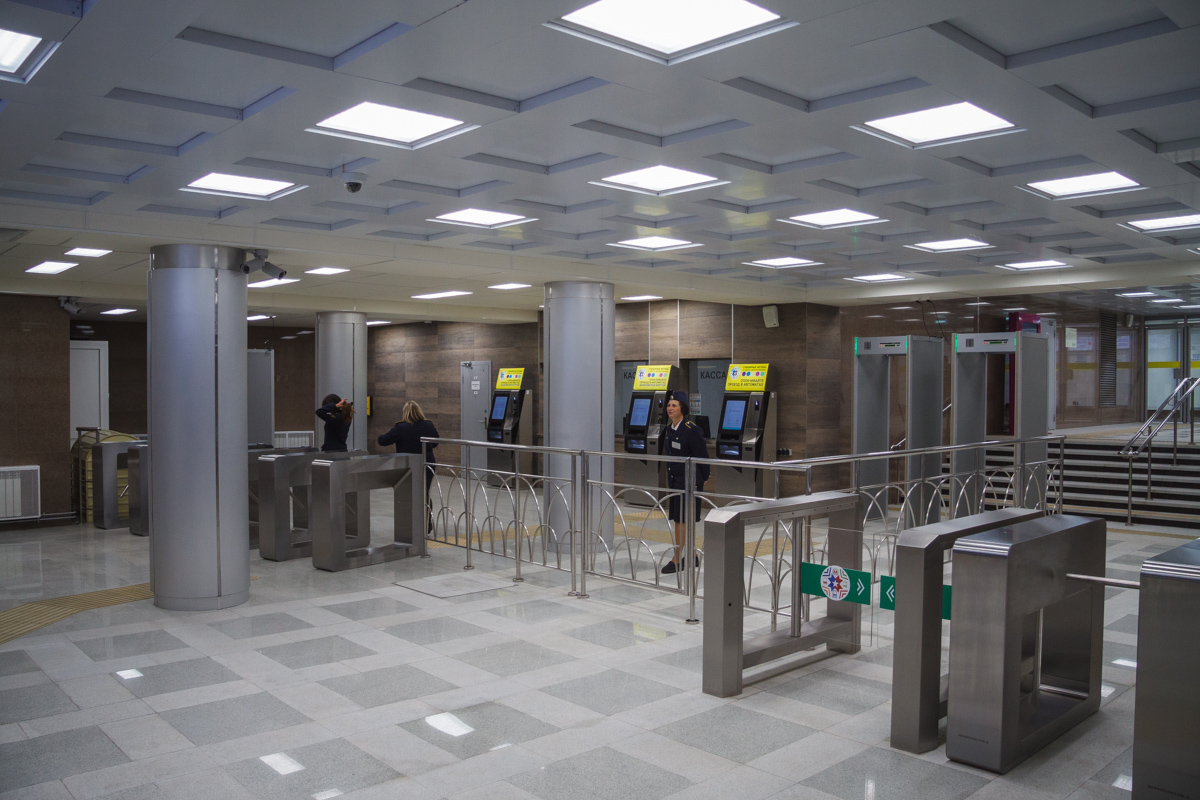
Кассовый зал

27 августа было объявлено о предстоящем через 3 дня пуске, и в День республики и города 30 августа 2018 года станция была открыта для пассажиров после церемонии с участием президента Татарстана Р. Минниханова и мэра Казани И. Метшина.

## Название
Название станции «Дубравная» происходит от близлежащего дубравного лесопарка и одноименных микрорайона и улицы, расположенных рядом с ним.

## Характеристики и особенности
Односводчатая станция мелкого заложения с боковыми путями и островной платформой в центре. Путевые стены имеют необычный наклон. Белый свод включает ярко выраженные квадратные кессоны и светильники.
Интерьер стилизованно обыгрывает название: на платформе установлены символизирующие дубы темные стальные полуколонны с раструбами-«кронами» вверху с зеленой подсветкой; путевые стены и скамьи на платформе обшиты панелями, имитирующими дубовые доски.
Имеет по торцам два вестибюля с уличными крытыми павильонами-входами в подуличные подземные переходы с безэскалаторными спусками и лифтами и подъёмными платформами для инвалидов и маломобильных. В подземном переходе к северному вестибюлю устроено смотровое остекление с видом на станцию.
Впервые в метрополитене установлена система видеораспознавания на входах.

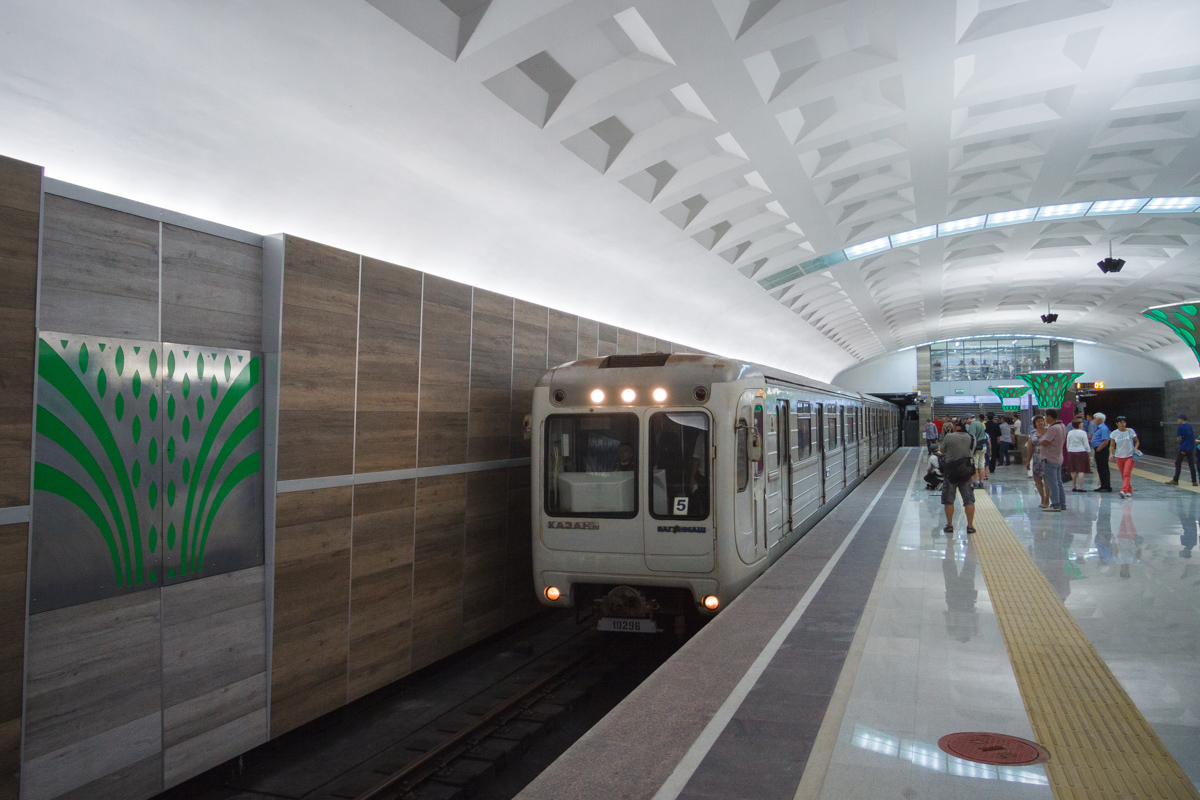
Электропоезд прибывает на станцию

## Пересадки
Со станции есть пересадка на несколько маршрутов трамваев, троллейбусов и автобусов.
Планируется пересадка с этой станции, через вестибюль, на первый пусковой, из четырех станций, участок в Азино начатой сооружением второй Савиновской линии.
Также рассматривалась возможность пуска от этой станции аэроэкспресса до международного аэропорта «Казань», однако к реализации был принят план создания линии аэроэкспресса от центрального железнодорожного вокзала с переделкой промышленных подъездных железнодорожных путей.

### Троллейбус
| №  | Пересадки                                            | Конечный пункт 1       | Конечный пункт 2 |
| -- | ---------------------------------------------------- | ---------------------- | ---------------- |
| 5  | Проспект Победы Горки                                | Улица Академика Глушко | Речной порт      |
| 9  | Проспект Победы Горки                                | Улица Академика Глушко | Улица Кулагина   |
| 12 | Проспект Победы Горки Суконная слобода Площадь Тукая | Улица Академика Глушко | Сквер Тукая      |

### Трамвай
| № | Пересадки             | Конечный пункт 1 | Конечный пункт 2 |
| - | --------------------- | ---------------- | ---------------- |
| 4 | Проспект Победы Горки | Улица Халитова   | 9-й микрорайон   |

## Пассажиропоток
Ориентировочный максимальный пассажиропоток оценивается до 45 тыс. человек в сутки.
В часы пик пассажиропоток прогнозируется от 3 до 5 тыс. человек в час.